# Papilkogelschieter
De papilkogelschieter (Pilobolus umbonatus) is een schimmel behorend tot de familie Pilobolaceae. Deze coprofiele saprotroof komt voor op uitwerpselen van gewervelde dieren.

## Kenmerken
Het sporangium heeft een centrale puntige umbo en een gedeeltelijk slijmerig oppervlak dat zorgt voor hechting na de explosieve vrijgave. Het hele zwammetje is ongeveer 5 mm hoog. De sporen zijn ellipsoïde en meten 5,4-6,6 x 3,8-4 µm.
Vanwege de umbo is het de enige Nederlandse soort is uit het geslacht Pilobolus die macroscopisch op naam te brengen is.

## Verspreiding
De papilkogelschieter komt voor in Europa en Noord-Amerika.
In Nederland komt de papilkogelschieter uiterst zeldzaam voor.